# Свети Ирвајн
Свети Ирвајн; или розенкројцер; романса (енгл. St. Irvyne; or, The Rosicrucian: A Romance), или само Свети Ирвајн (енгл. St. Irvyne), готичка је хорор новела енглеског књижевника Персија Биш Шелија оригинално објављена 1810. године. Објављена је анонимно од стране „господина са Универзитета Оксфорд” док је Шели још увек био редовни студент на Оксфорду. Главни лик у делу је Вулфштајн, усамљена скитница, који се сусреће са Ђинотијем, алхемичарем из реда розенкројцера који настоји да открије тајну бесмртности. Књига је прештампавана 1822, као и 1840. године од стране Стокдејла, односно Вилијама Хацлита, редом. Ово дело уследило је након Шелијевог првог прозног дела — Цастроција, који је изашао годину дана раније, 1810. Свети Ирвајн је поново објављен 1986. године од стране издавачке куће Универзитета Оксфорд као део серије Светски класици заједно са Цастроцијем, као и 2002. године од стране издавачке куће Бродвју.

## Ликови
- Вулфштајн — усамљена луталица, изгнаник
- Ђиноти, такође познат као Фредерик Немпере — алхемичар, члан розенкројцера, тајне секте
- Мегалена де Метастазио — Вулфштајнова пријатељица
- Кавињи — вођа разбојника
- Стејндолф — разбојник
- Алдолф — изабран за вођу разбојника након смрти Кавињија
- Агнес — слуга разбојника
- Олимпија дела Анцаска — заводи Вулфштајна у Ђенови
- Елојз де Св. Ирвајн — Вулфштајнова сестра
- Шевалије Мунтфор — Ђинотијева пријатељица
- Фицјустес — Елојзина пријатељица
- Мадам де Св. Ирвајн — Елојзина мајка
- Меријен — Елојзина сестра

## Синопсис
Прича у књизи почиње усред побеснеле олује. Вулфштајн је луталица у швајцарским Алпима који тражи заклон од олује. Он је разочарани отпадник друштва који жели да се убије. Група монаха који носе тело за сахрану наилази на њега и спашава га. Разбојници их нападају, отимају Вулфштајна и одводе га у подземно скровиште. Он среће Мегалену, коју су разбојници отели након што су убили њеног оца у заседи. Након што Стејндолф, један од разбојника, рецитује баладу о ускрснућу тела монахиње по имену Роза, Вулфштајн успева да отрује вођу разбојника, Кавињија, из другог покушаја. Он успева да побегне заједно са Мегаленом, а успут се спријатељује са Ђинотијем, једним од разбојника.
Вулфштајн и Мегалена беже у Ђенову, где живе заједно. Олимпија, жена из града, заводи Вулфштајна. Мегалена, бесна због тог односа, захтева од Вулфштајна да убије Олимпију. Иако наоружан ножем, Вулфштајн није у стању да је убије. Олимпија убија себе.
Ђиноти прати Вулфштајна. Он је члан розенкројцера, тајног реда. Алхемичар је који тражи тајну бесмртности. Он каже Вулфштајну да ће му открити тајну бесмртности уколико се одрекне своје вере и придружи секти.
Елојз де Св. Ирвајн је Вулфштајнова сестра која живи у Женеви, Швајцарска. Ђиноти, под својим новим именом Фредерик Немпере, путује у Женеву с намером да је заведе.
Ђиноти открива своје експерименте у својој доживотној потрази за тајном вечног живота: „Од моје најраније младости, пре него што је она била утољена потпуним засићењем, радозналошћу и жељом за откривањем латентне тајне природе, била је страст којом су све друге емоције мог ума биле интелектуално организоване ... природна филозофија на крају је постала специфична наука ка којој сам усмеравао моја животна питања”. Он је студирао науку и законе природе како би утврдио мистерије живота и бића: „Размишљао сам о смрти ... ја не могу умрети ... Зар неће ова природа — зар неће ова материја од које је направљена — постојати вечно? Ах! Знам да хоће; и по напорима енергије којом ме је природа обдарила, добро знам да хоће”. Ђиноти говори Вулфштајну да ће открити „тајну бесмртног живота” ако узме одређене прописане састојке и „промеша их према упутствима која ће ти ова књига рећи” и налази се с њим у опатији у Светом Ирвајну.
У завршној сцени, која је смештена у опатији Светог Ирвајна у Француској, Вулфштајн проналази Мегаленин леш у гробници. Омршављени Ђиноти супротставља се Вулфштајну. Он пита Вулфштајна да ли ће се одрећи свог Створитеља, али он одбија да се одрекне своје вере. Муња погађа опатију и она експлодира. Обојица су мртви, а то је казна коју плаћају због „заблуде страсти”, због поигравања са силама које нити могу да контролишу нити разумеју у тражењу „бескрајног живота”.

## Пријем
Новела, оригинално замишљена као много дужи роман, циркулисао је као део „циркулаторних библиотека” популарних у то доба, што је био значајан извор прихода за издавача. Шели је новелу завршио нагло, одлучивши да не развија нити интегрише две целине. Резултат тога било је много краће дело од почетно замишљеног.
Критичари су жестоко напали новелу, па је она добила углавном негативне рецензије. Конзервативни Анти-јакобински часопис је у својој јануарској рецензији из 1812. године критиковао „аутора који је срамотио природу и здрав разум на скоро свакој страници књиге”. Рецензент је настојао да одврати читаоце од „прегледа бескорисне и пакосне израде”.